# Traveller’s Tales
Traveller’s Tales – brytyjski producent gier komputerowych i jednostka zależna TT Games. Studio zostało założone w 1989 roku przez Jona Burtona i Andy’ego Ingrama. Początkowo mała firma skupiała się na własnych treściach, rozwijała swój profil poprzez rozwój gier z większymi firmami, takimi jak Sega i Disney Interactive Studios. W 2004 roku firma rozpoczęła wraz z Giant Interactive Entertainment, będące wyłącznym posiadaczem praw do gier wideo Lego, produkcję Lego Star Wars: The Video Game. Traveller’s Tales kupiło tę firmę w 2005 r. i połączyło się z nią, tworząc TT Games, a samo Traveller’s Tales stało się nowym działem rozwoju firmy.

## Historia
Traveller’s Tales rozpoczęło tworzenie gier z Psygnosis, które było wtedy najbardziej wyróżniającą się firmą w tworzeniu efektów 3D. Ich pierwszą grą był Leander, znany również jako The Legend of Galahad. Wraz z Psygnosis opracowali na podstawie filmu o tym samym tytule grę wideo Bram Stoker’s Dracula, jak również inne oryginalne produkcje, takie jak Puggsy. Dzięki umowie pomiędzy Psygnosis, Sony Imagesoft i Disney Interactive Studios, Traveller’s Tales mogło wyprodukować kilka gier opartych na własnościach Disneya, takie jak gra o Myszce Miki Mickey Mania: The Timeless Adventures of Mickey Mouse oraz inne, oparte na filmach studia Pixar, takie jak Toy Story, Dawno temu w trawie, Toy Story 2: Buzz Astral Na Ratunek! i Gdzie jest Nemo? (dwa ostatnie dzięki umowom z Activision i THQ).
Jednakże Traveller’s Tales było najbardziej znane w latach 90. i na początku XXI w. za ich współpracę z firmą Sega w celu stworzenia gier opartych na serii Sonic the Hedgehog, czego rezultatem było Sonic 3D Blast i Sonic R, które zostały wyprodukowane w ścisłej współpracy z oddziałem Segi Sonic Team. Obie produkcje zostały uznane za sukces techniczny na Mega Drive (Sonic 3D Blast) i Sega Saturn (Sonic R), podnosząc status rozwoju high-tech, jaki miało już w przypadku m.in. Puggsy, Mickey Mania i Toy Story. Firma była także odpowiedzialna za Crash Twinsanity pod szyldem Vivendi. Gra zyskała miano kultowej i jest powszechnie uważana za najlepszą grę z serii Crash Bandicoot po częściach robionych przez studio Naughty Dog.
Studio opracowało również grę Lego Star Wars: The Video Game oraz jej kontynuacje. Poza grami Lego, ich prace obejmują franczyzę Crash Bandicoot, Opowieści z Narnii, Super Monkey Ball Adventure, World Rally Championship oraz F1 Grand Prix dla PlayStation Portable.
Spółka została zakupiona przez Warner Bros. Interactive Entertainment 8 listopada 2007 roku, ale nadal działała samodzielnie wraz z produkcją Lego Batman: The Video Game, które ukazało się we wrześniu 2008 roku. Następnie kontynuowali pracę nad licencjonowanymi tytułami, takimi jak Lego Indiana Jones 2: The Adventure Continues, Lego Harry Potter: Lata 5–7, Lego Władca Pierścieni, Lego Batman 2: DC Super Heroes, Lego Marvel Super Heroes, Lego The Hobbit, Lego Batman 3: Poza Gotham, Lego Jurassic World, Lego Marvel’s Avengers, Lego Gwiezdne Wojny: Przebudzenie Mocy, Lego Marvel Super Heroes 2, Lego Iniemamocni, Lego DC Super-Villains i Lego Gwiezdne wojny: Saga Skywalkerów.
Firma wyprodukowała również gry oparte na istniejących i nowych seriach Lego, takie jak trylogia gier Lego opartych na uniwersum Chima oraz Lego City: Tajny Agent, pierwszą grę Lego wydaną przez Nintendo dla Wii U. Lego: Przygoda Gra Wideo ukazała się 7 lutego 2014 r. wraz z filmem animowanym Lego: Przygoda.
W 2015 roku Traveller’s Tales wkroczyło do branży „toys-to-life” wraz z wydaniem Lego Dimensions, które wykorzystywało zabawkowy pad do wprowadzania do gry fizycznych minifigurek Lego i modeli Lego, a także interakcji z rozgrywką. Gra zawierała istniejące motywy Lego, takie jak DC Comics, Lego: Przygoda i Władca Pierścieni, a także zupełnie nowe, takie jak Portal 2 i Czarnoksiężnik z Krainy Oz. Realizacja gry została przerwana w październiku 2017 roku.
Traveller’s Tales wygrało dwie nagrody BAFTA, jedną dla Lego Star Wars II: The Original Trilogy za rozgrywkę i jedną dla Lego Batman: The Video Game w kategorii Gra Wideo dla Dzieci Roku.

## Wyprodukowane gry
| Rok  | Tytuł                                                 | Wydawca(y)                                        |
| ---- | ----------------------------------------------------- | ------------------------------------------------- |
| 1991 | Leander                                               | Psygnosis                                         |
| 1993 | Bram Stoker’s Dracula                                 | Sony Imagesoft                                    |
| 1993 | Puggsy                                                | Psygnosis                                         |
| 1994 | Mickey Mania: The Timeless Adventures of Mickey Mouse | Sony Imagesoft/Sony Computer Entertainment Europe |
| 1995 | Toy Story                                             | Disney Interactive                                |
| 1996 | Sonic 3D Blast                                        | Sega                                              |
| 1997 | Sonic R                                               | Sega                                              |
| 1998 | Rascal                                                | Psygnosis                                         |
| 1998 | Dawno temu w trawie                                   | Sony Computer Entertainment/Activision            |
| 1999 | Toy Story 2: Buzz Astral Na Ratunek!                  | Activision                                        |
| 2000 | Muppet RaceMania                                      | Midway Games/Sony Computer Entertainment Europe   |
| 2000 | Buzz Lightyear of Star Command                        | Activision                                        |
| 2001 | Toy Story Racer                                       | Activision                                        |
| 2001 | Weakest Link                                          | Activision                                        |
| 2001 | Crash Bandicoot: The Wrath of Cortex                  | Vivendi Universal Games                           |
| 2002 | Haven: Call of the King                               | Midway Games                                      |
| 2003 | Gdzie jest Nemo?                                      | THQ                                               |
| 2004 | Crash Twinsanity                                      | Vivendi Universal Games                           |
| 2005 | Lego Star Wars: The Video Game                        | Eidos Interactive/Giant Interactive Entertainment |
| 2005 | F1 Grand Prix                                         | Sony Computer Entertainment                       |
| 2005 | Opowieści z Narnii: Lew, czarownica i stara szafa     | Buena Vista Games                                 |
| 2005 | World Rally Championship                              | Sony Computer Entertainment                       |
| 2006 | Super Monkey Ball Adventure                           | Sega                                              |
| 2006 | Lego Star Wars II: The Original Trilogy               | LucasArts                                         |
| 2006 | Bionicle Heroes                                       | Eidos Interactive                                 |
| 2007 | Transformers: The Game                                | Activision                                        |
| 2007 | Lego Star Wars: The Complete Saga                     | LucasArts                                         |
| 2008 | Lego Indiana Jones: The Original Adventures           | LucasArts                                         |
| 2008 | Lego Batman: The Video Game                           | Warner Bros. Interactive Entertainment            |
| 2008 | Opowieści z Narnii: Książę Kaspian                    | Disney Interactive Studios                        |
| 2009 | Lego Indiana Jones 2: The Adventure Continues         | LucasArts                                         |
| 2010 | Lego Harry Potter: Lata 1–4                           | Warner Bros. Interactive Entertainment            |
| 2011 | Lego Star Wars III: The Clone Wars                    | LucasArts                                         |
| 2011 | Lego Piraci z Karaibów                                | Disney Interactive Studios                        |
| 2011 | Lego Harry Potter: Lata 5–7                           | Warner Bros. Interactive Entertainment            |
| 2012 | Lego Batman 2: DC Super Heroes                        | Warner Bros. Interactive Entertainment            |
| 2012 | Lego Władca Pierścieni                                | Warner Bros. Interactive Entertainment            |
| 2013 | Lego Marvel Super Heroes                              | Warner Bros. Interactive Entertainment            |
| 2013 | Lego City Undercover                                  | Warner Bros. Interactive Entertainment            |
| 2014 | Lego: Przygoda Gra Wideo                              | Warner Bros. Interactive Entertainment            |
| 2014 | Lego The Hobbit                                       | Warner Bros. Interactive Entertainment            |
| 2014 | Lego Batman: Poza Gotham                              | Warner Bros. Interactive Entertainment            |
| 2015 | Lego Dimensions                                       | Warner Bros. Interactive Entertainment            |
| 2016 | Lego Marvel’s Avengers                                | Warner Bros. Interactive Entertainment            |
| 2016 | Lego Gwiezdne Wojny: Przebudzenie Mocy                | Warner Bros. Interactive Entertainment            |
| 2017 | Lego Worlds                                           | Warner Bros. Interactive Entertainment            |
| 2017 | Lego Marvel Super Heroes 2                            | Warner Bros. Interactive Entertainment            |
| 2018 | Lego DC Super-Villains                                | Warner Bros. Interactive Entertainment            |
| 2018 | Lego Iniemamocni                                      | Warner Bros. Interactive Entertainment            |
| 2019 | Lego: Przygoda 2 Gra Wideo                            | Warner Bros. Interactive Entertainment            |
| 2022 | Lego Gwiezdne wojny: Saga Skywalkerów                 |                                                   |